# Павлишин Марко Романович
Марко́ Павли́шин  (нар. 7 липня 1955, Брізбен, Австралія) — австралійський літературознавець, українець за походженням, професор i багатолітній куратор українських студій у Школі мов, культур та лінгвістики в університеті Монаша в Мельбурні.

## Біографія
Народився в Брізбені, Австралія у сім'ї українських емігрантів, батько Роман Павлишин працював головним архітектором у міністерстві будівництва штату Квінсленду, мати Олександра вчителькою музики.
Навчався у Квінслендському університеті (1973-76), у Марбурзі, Німеччина (1977-78) та в Університеті Монаша у Мельбурні (1978-82), де здобув докторат із германістики (1983).
Того ж року став першим викладачем української мови та літератури в Лектораті імені Миколи Зерова Монашського університету, почав готувати молодих фахівців з україністики, здійснювати пошук фондів для українських дослідницьких проектів, розвивати наукові зв'язки, зокрема з науковими осередками в Україні. У 1992 році Марко Павлишин обійняв посаду голови відділу славістики університету Монаша. У 1998—2003 рр. він був президентом Асоціації славістів Австралії та Нової Зеландії. У 2000—2005 і 2014—2018 рр. очолював Центр Європи та ЄС, а в 2005—2010 — значний структурний підрозділ факультету мистецтв університету Монаша, а саме Школу мов, культур, літератур та лінгвістики.
До 2019 року — директор Центру українських студій імені Миколи Зерова, куратор українських студій у Школі мов, культур, літератур та лінгвістики. Нині — професор-емерит університету Монаша, член Австралійської академії гуманітарних наук.
Марко Павлишин є ініціатором створення і першим головою Асоціації україністів Австралії, головою осередку Наукового товариства імені Шевченка у Австралії та водночас — осередку у штаті Вікторія, дійсним членом НТШ (філологічна секція).
У 2010—2018 рр. був одним із незмінних організаторів щорічного міжнародного конкурсу знавців української мови імені Петра Яцика в Австралії.
Його дослідницька спеціалізація та пріоритетне коло тем для керування студентськими і аспірантськими роботами охоплює нову та сучасну українську літературу, постколоніальні підходи до вивчення слов'янських літератур та культур, проблему національної ідентичності.
Професор Павлишин — автор книжок «Ольга Кобилянська: Прочитання» (Харків, 2008; найкраща книга в галузі гуманітаристики за версією рейтингу «ЛітАкцент року–2008»), «Канон та іконостас» (Київ, 1997), понад 80 книжкових розділів та статей у авторитетних фахових журналах, зокрема «Slavic Review», «Slavonic and East European Review», «Slavic and East European Journal», «Journal of Postcolonial Writing», «Journal of Ukrainian Studies», «Harvard Ukrainian Studies», "Australian Slavonic and East European Studies, «Сучасність», «Слово і час», «Кур'єр Кривбасу» та інших. У своїх наукових текстах Павлишин вивчав українську літературу ХІХ-ХХІ століття (зокрема творчість Івана Котляревського, Миколи Костомарова, Марко Вовчок, Григорія Квітки-Основ'яненка, Юрія Федьковича, Ольги Кобилянської, Василя Стуса, Ігоря Калинця, Євгена Гуцала, Володимира Дрозда, Олеся Бердника, Валерія Шевчука, Павла Загребельного, Юрія Андруховича, Юрія Іздрика та інших авторів), також досліджував українську літературу Австралії, німецький літературний романтизм.
Переклав низку текстів класичних та сучасних українських письменників. Також він звертався до фахового розгляду проблем літературної політики, театру, становища української діаспори в Австралії, української національної ідентичності, вивчення української мови та ширше україністичних студій за кордоном.
Марко Павлишин був редактором низки фахових видань, зокрема збірників «Ukrainian Settlement in Australia» (Мельбурн, 1986, 1993), «Glasnost in Context» (Нью-Йорк, 1990), «Стус як текст» (1992), як співредактор долучився до підготовки «Slavic Themes» (Нойрід, Німеччина, 1988), «Ukraine in the 1990s» (Мельбурн, 1992), «Енциклопедії української діяспори» (Том 4, Київ-Нью-Йорк-Чікаґо-Мельбурн, 1995), «Ukraine and Europe: Cultural Encounters and Negotiations» (Торонто, 2017).
Організатор та учасник славістичних конференцій, симпозіумів, круглих столів у Австралії, Італії, Канаді, США, Україні (зокрема неодноразово брав участь у заходах Інституту літератури імені Тараса Шевченка, Київського національного університету імені Тараса Шевченка, Львівського університету імені Івана Франка, Міжнародної асоціації україністів).
У 2019 році професор Павлишин отримав відзнаку Академії наук України, а також орден «За заслуги» ІІІ ступеня.
У 2020 році вийшов збірник наукових статей англійською та українською мовами на пошану професора Павлишина, «Козаки у Ямайці, Україна на Антиподах». Його авторами стали колеги, друзі та учні, майже пів сотні провідних дослідників у ділянках українських та славістичних студій із Австралії, Австрії, Італії, Канади, Німеччини, Нової Зеландії, Польщі, США, України та Швейцарії. У виданні вміщена бібліографія праць професора.

## Головні праці
- Канон та іконостас, 1997[6]
- Ольга Кобилянська: прочитання, 2008[7]
- Ukrainian Phrasebook, 2008[8]
- Література, нація і модерність, 2013[9]
- Ukrainian Phrasebook and Dictionary, 2014[10]